# Syagrus cocoides
Syagrus cocoides är en enhjärtbladig växtart som beskrevs av Carl Friedrich Philipp von Martius. Syagrus cocoides ingår i släktet Syagrus och familjen Arecaceae. Inga underarter finns listade i Catalogue of Life.